# Fast überall
Die Sprechweise, dass eine Eigenschaft fast überall gilt, stammt aus der Maßtheorie, einem Teilgebiet der Mathematik, und ist eine Abschwächung dafür, dass die Eigenschaft für alle Elemente einer Menge gilt.
Sie bezeichnet häufig bei unendlichen Grundmengen, dass die Eigenschaft für alle außer für endliche viele Elemente gilt (siehe Fast alle). Im Folgenden wird die Definition in der Maßtheorie behandelt.

## Definition
Gegeben sei ein Maßraum {\displaystyle (\Omega ,{\mathcal {A}},\mu )} und eine Eigenschaft {\displaystyle E}, die für alle Elemente von {\displaystyle \Omega } sinnvoll definiert werden kann. Man sagt nun, dass die Eigenschaft {\displaystyle E} fast überall (oder {\displaystyle \mu }-fast überall oder für {\displaystyle \mu }-fast alle Elemente) gilt, wenn es eine {\displaystyle \mu }-Nullmenge {\displaystyle N} gibt, sodass alle Elemente im Komplement {\displaystyle N^{C}} der Nullmenge die Eigenschaft haben.

## Bemerkung
Wichtig ist, dass die Eigenschaft {\displaystyle E} wirklich für alle {\displaystyle \omega \in \Omega }, also die Elemente der Grundmenge definiert werden kann. Außerdem wird insbesondere nicht gefordert, dass die Menge, auf der {\displaystyle E} nicht gilt, messbar ist. Diese Menge muss nur in einer Nullmenge enthalten sein. Bei vollständigen Maßen fällt beides zusammen.

## Beispiele

### Lebesgue-Maß
Betrachten wir als Beispiel den Maßraum {\displaystyle ([0,1],{\mathcal {B}}([0,1]),\lambda )}, das heißt das abgeschlossene Einheitsintervall von 0 bis 1, versehen mit der Borelschen σ-Algebra und dem Lebesgue-Maß. Betrachtet man nun die Funktionenfolge
{\displaystyle f_{n}(x)=x^{n}},
so konvergiert diese auf {\displaystyle [0,1)} gegen 0, auf der Punktmenge {\displaystyle \{1\}} ist sie konstant 1. Da aber jede Punktmenge eine Lebesgue-Nullmenge ist, und die Funktionenfolge auf dem Komplement (im Maßraum) der 1  gegen 0 konvergiert, so konvergiert sie {\displaystyle \lambda }-fast überall gegen 0.
Die Dirichlet-Funktion
{\displaystyle D(x)={\begin{cases}1,&{\mbox{wenn }}x{\mbox{ rational,}}\\0,&{\mbox{wenn }}x{\mbox{ irrational.}}\end{cases}}}
auf dem Einheitsintervall ist {\displaystyle \lambda }-fast überall gleich 0, denn {\displaystyle \lambda (\{x\in [0,1];D(x)\not =0\})=\lambda ([0,1]\cap \mathbb {Q} )=0}.

### Dirac-Maß
Wir wählen wieder denselben Maßraum wie oben, diesmal versehen mit dem Dirac-Maß auf der 1 ({\displaystyle \mu _{2}=\delta _{1}}). Bei Untersuchung derselben Funktionenfolge liefert dieses Maß genau das gegenteilige Ergebnis: Das Intervall {\displaystyle [0,1)} ist eine {\displaystyle \delta _{1}}-Nullmenge und die Funktionenfolge ist auf der Menge {\displaystyle \{1\}} mit Maß 1 konstant. Damit ist die Funktionenfolge {\displaystyle \delta _{1}}-fast überall konstant.
Die Dirichlet-Funktion ist {\displaystyle \delta _{1}}-fast überall gleich 1, denn {\displaystyle \delta _{1}(\{x\in [0,1];D(x)\not =1\})=\delta _{1}([0,1]\setminus \mathbb {Q} )=0}.
Die Wahl und Angabe des verwendeten Maßes ist also essentiell für die Verwendung der Sprechweise „fast überall“.

### Abzählbar-Maß
Für eine beliebige Menge {\displaystyle X} ist {\displaystyle (X,{\mathcal {P}}(X),\mu _{\leq \aleph _{0}})} ein Maßraum, wobei für alle {\displaystyle A\subseteq X} definiert wird:
{\displaystyle \mu _{\leq \aleph _{0}}(A)={\begin{cases}0,&{\mbox{wenn }}A{\mbox{ abzählbar,}}\\\infty ,&{\mbox{wenn }}A{\mbox{ überabzählbar.}}\end{cases}}}
Der Begriff „{\displaystyle \mu _{\aleph _{0}}}-fast alle“ bedeutet dann: Für alle Elemente, mit Ausnahme von höchstens abzählbar vielen.
Ein analoger Maßbegriff zu „fast alle“ mit der Bedeutung „für alle Elemente bis auf endlich viele Ausnahmen“ ist über Maße nicht möglich. Eine derartige Funktion
{\displaystyle \mu _{<\aleph _{0}}(A)={\begin{cases}0,&{\mbox{wenn }}A{\mbox{ endlich,}}\\\infty ,&{\mbox{wenn }}A{\mbox{ unendlich,}}\end{cases}}}
ist für unendliche {\displaystyle X} nicht σ-additiv.

## Fast sicher
In der Stochastik wird auf dem Wahrscheinlichkeitsraum {\displaystyle (\Omega ,{\mathcal {A}},P)} eine Eigenschaft, die fast überall gilt, auch als  fast sichere (oder {\displaystyle P}-fast sichere) Eigenschaft bezeichnet.

## Anwendung
Als typische und wichtige Anwendung des hier vorgestellten Begriffs betrachten wir wieder den Maßraum {\displaystyle ([0,1],{\mathcal {B}}([0,1]),\lambda )} und eine messbare Funktion {\displaystyle f\colon [0,1]\rightarrow \mathbb {R} }.
Aus   {\displaystyle \int _{[0,1]}|f|\mathrm {d} \lambda =0}   folgt   {\displaystyle f=0}   fast überall.
Beweis: Wäre nicht {\displaystyle f=0} fast überall, so wäre {\displaystyle \textstyle 0<\lambda (\{x\in [0,1];f(x)\not =0\})=\lambda (\bigcup _{n\in \mathbb {N} }\{x\in [0,1];|f(x)|>{\tfrac {1}{n}}\})} und es gäbe ein {\displaystyle n\in \mathbb {N} } mit {\displaystyle \textstyle 0<\lambda (\{x\in [0,1];|f(x)|>{\frac {1}{n}}\})}. Da {\displaystyle \textstyle |f|\geq {\tfrac {1}{n}}\chi _{\{x\in [0,1];|f(x)|>{\frac {1}{n}}\}}}, folgt {\displaystyle \textstyle \int _{[0,1]}|f|\mathrm {d} \lambda \geq \int _{[0,1]}{\frac {1}{n}}\chi _{\{x\in [0,1];|f(x)|>{\frac {1}{n}}\}}\mathrm {d} \lambda ={\frac {1}{n}}\cdot \lambda (\{x\in [0,1];|f(x)|>{\tfrac {1}{n}}\})>0}, im Widerspruch zur Voraussetzung. Also muss {\displaystyle f=0} fast überall sein.